# SN 2008du
SN 2008du – supernowa typu Ic odkryta 30 czerwca 2008 roku w galaktyce NGC 7422. W momencie odkrycia miała maksymalną jasność 18,30m.